# Jaillans
Jaillans település Franciaországban, Drôme megyében. Lakosainak száma 976 fő (2022. január 1.). Jaillans Beauregard-Baret, Eymeux és Hostun községekkel határos.

## Népesség
A település népességének változása:
| Lakosok száma | 369  | 417  | 520  | 741  | 898  | 896  | 892  | 904  | 910  | 976  |
|               | 1968 | 1982 | 1990 | 2006 | 2013 | 2015 | 2017 | 2019 | 2020 | 2022 |